# 大蟹
大蟹或稱巨蟹，是傳說中出現在台灣海峽澎湖外海的巨大螃蟹。

## 傳說
據說巨蟹身軀龐大，外形「闊如桌面，兩螯如巨剪」，一旦驚擾牠，便以蟹螯鑿穿舟船，讓船上之人葬身魚腹之中。